# جیمز دراموند، سومین دوک پرث
جیمز دراموند، سومین دوک پرث (انگلیسی: James Drummond, 3rd Duke of Perth؛ ۱۱ مه ۱۷۱۳ – ۱۳ مه ۱۷۴۶) فرمانده نظامی اهل اسکاتلند بود.